# 5593 Jonsujatha
5593 Jonsujatha (1991 JN1) là một tiểu hành tinh vành đai chính được phát hiện ngày 9 tháng 5 năm 1991 bởi E. F. Helin ở Palomar.